# Opération Ranger
L'opération Ranger est le nom donné à une série de cinq essais atomiques atmosphériques complétés au site d'essais du Nevada par les États-Unis en 1951. Elle suit l'opération Sandstone et précède l'opération Greenhouse.
Cette série se concentre surtout sur la validation d'une nouvelle génération d'armes nucléaires qui utilisent moins de matériaux fissibles, très coûteux à fabriquer (opération Faust). Toutes les bombes sont larguées de bombardiers B-50 et explosent au-dessus du Frenchman Flat (en), une partie de l’Area 5 du site d'essais du Nevada.

## Essais
| Nom     | Date             | Lieu                    | Puissance explosive | Remarques                                                                                      |
| ------- | ---------------- | ----------------------- | ------------------- | ---------------------------------------------------------------------------------------------- |
| Able    | 27 janvier 1951  | Site d'essais du Nevada | 0,5 kt              | Test de la compression de la masse critique à la suite des réactions inattendues du Demon core |
| Baker   | 28 janvier 1951  | Site d'essais du Nevada | 8 kt                | Première fois qu'un initiateur de neutrons modulé (en) est utilisé                             |
| Easy    | 1er février 1951 | Site d'essais du Nevada | 1 kt                |                                                                                                |
| Baker 2 | 2 février 1951   | Site d'essais du Nevada | 8 kt                |                                                                                                |
| Fox     | 6 février 1951   | Site d'essais du Nevada | 22 kt               |                                                                                                |